# ティベリアのシナゴーグ

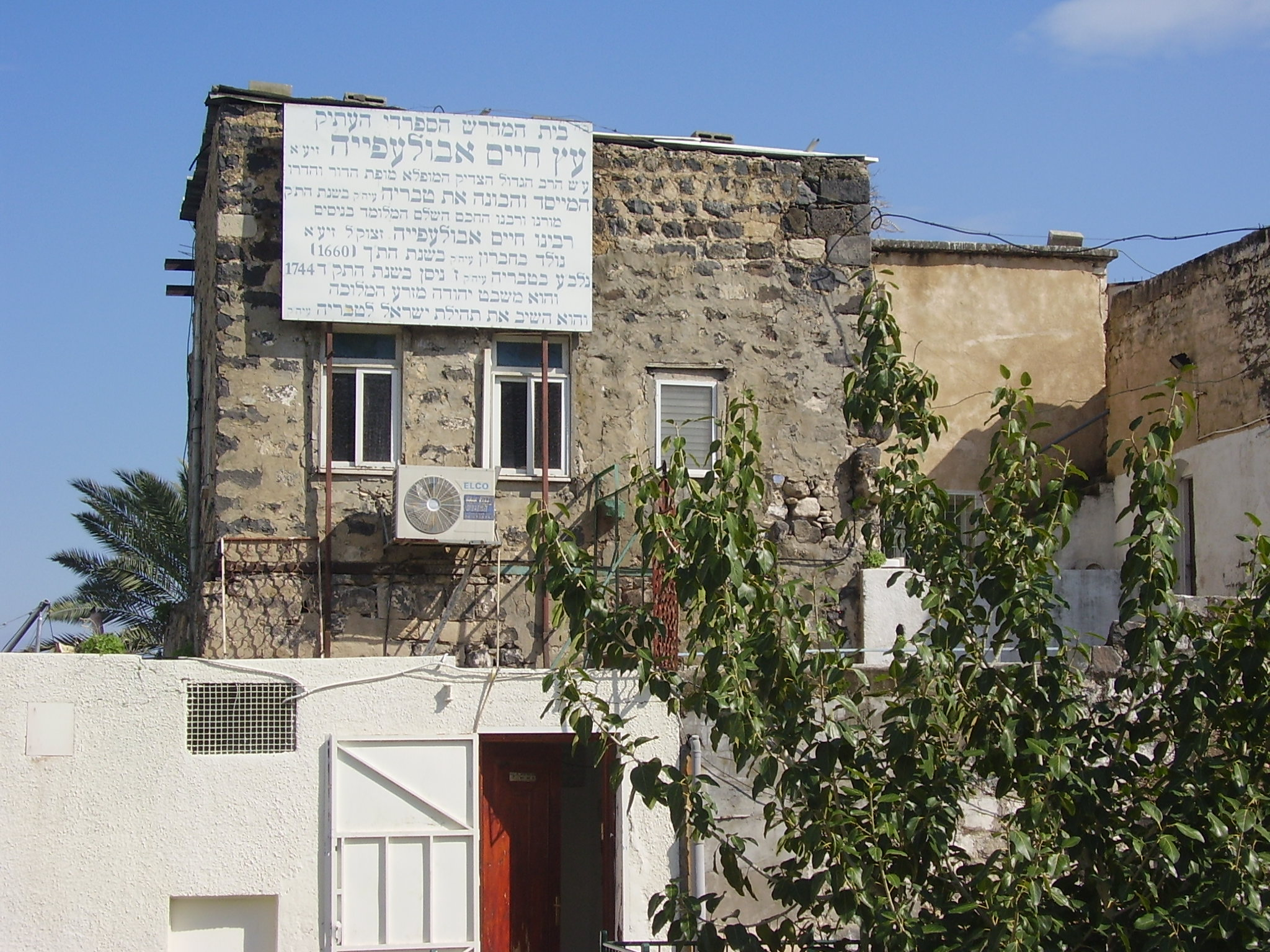
アブー・アルアーフィヤ・シナゴーグ

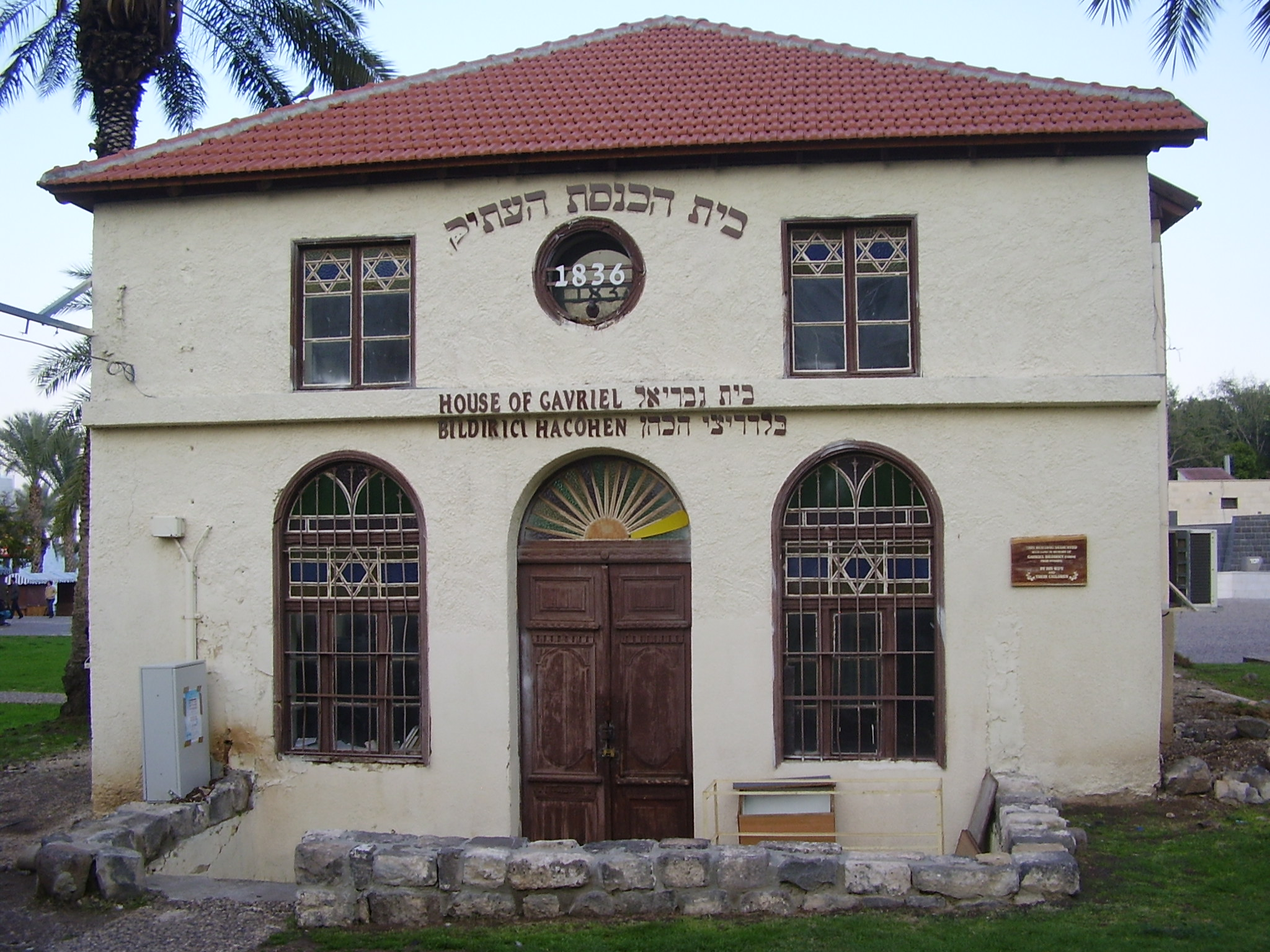
ベイト・ガブリエル

ティベリアのシナゴーグでは、パレスチナのガリラヤ地方（イスラエルが占領中）のティベリア旧市街にあるシナゴーグについて扱う。これら、18世紀から19世紀にさかのぼるシナゴーグは以下の通りである。
- アブー・アルアーフィヤ・シナゴーグ、またはエツ・ハイム・シナゴーグ。1742年にラビ・ハイム・アブー・アルアーフィヤ（英語版）により、かつてのシナゴーグの跡地に建てられた。ラビ・アブー・アルアーフィヤはガリラヤの統治者ザーヒル・アル＝ウマル（アラビア語版、英語版）の招きにより、イスタンブールからティベリアに1740年に移住してきた。ラビ・アブー・アルアーフィヤが建てたシナゴーグは現存している。ただし1759年の近東地震（英語版）と、1837年のガリラヤ地震（英語版）、そして1934年の大洪水の後、それぞれ大きな補修を経ている。
- カルリン・ストリン・シナゴーグ。19世紀半ばに聖地にたどり着き、ティベリア、ヘブロン、サフェドに定着したカルリン・ストリン・ハシディムグループにより建てられた。1786年にヴィーツェプスク出身のメナヘム・メンデルにより建てられ、1837年のガリラヤ地震により破壊されたシナゴーグの跡地に1869年に再建されたものである。
- ハバド・ルバヴィッチ・シナゴーグ
- エル・セノル・セファルディック・シナゴーグ。現在は屋根も損なわれた廃墟
- 北アフリカ様式シナゴーグ